# Connecticutban történt légi közlekedési balesetek listája
A Connecticutban történt légi közlekedési balesetek listája az Amerikai Egyesült Államok Connecticut államában történt halálos áldozattal járó, illetve a kisebb balesetek, meghibásodások miatt történt, gyakran csak az adott légiforgalmi járművet érintő baleseteket is tartalmazza évenkénti bontásban. 

## Connecticutban történt légi közlekedési balesetek

### 2019
- 2019. október 2., Windsor Locks. Lezuhant egy alapítvány B-17 típusú bombázó repülőgépe. A gépen tíz utas és háromfős személyzet utazott. A balesetben heten életüket vesztették.[1][2]